# Throw That Beat in The Garbagecan!
Throw That Beat in the Garbagecan! (oder Throw That Beat!) ist eine deutsche Indie-Rock-Band der 1980er- und 1990er-Jahre.

## Geschichte
Die Band wurde 1986 in Nürnberg von Klaus Cornfield und Oliver Kolb gegründet. Der Bandname ist einem Songtitel der B-52’s entlehnt. Die Band bestand in ihrer bekanntesten Inkarnation aus Klaus Cornfield (Gesang, Gitarre), Oliver „Polli Pollunder“ Kolb (Gitarre, Gesang), Lord Ray (Bass), Iwie Candy X07 (Keyboard, Gesang), Lotsi Lapislazuli (Gesang, Blockflöte, Melodica, Glockenspiel) und Alex Sticht (Schlagzeug, Gesang).
Das Album-Debüt Tweng! (1988) wurde noch ohne weibliche Verstärkung und mit einer gewissen Lo-Fi-Attitüde eingespielt. Im folgenden Jahr stießen die Geschwister Iwie Candy X07 und Lotsi Lapislazuli zur Band und halfen bei der Definition des typischen Throw-That-Beat-Sounds, der erstmals in dieser Form auf Large Marge Sent Us! (1989) zu hören war. Beim ersten Album (1988) spielte Rossy das Schlagzeug, beim zweiten (1989) H. K. Animal und beim dritten Album (1991) teilten sich H. K. Animal (als „Hänsel“) und schließlich Alex Sticht den Drummer-Posten. Die ersten Jahre der Bandgeschichte wurden von Klaus Cornfield im Comic Throw That Beat In The Garbagecan (1992) festgehalten.
1990 wurden Throw That Beat in the Garbagecan vom Major-Label EMI Music unter Vertrag genommen (zu jener Zeit das größte Plattenlabel der Welt), bei dem dann alle Alben ab Not Particularly Silly erschienen. Im gleichen Jahr schafften sie es auf das Cover der Spex.
1993 verließ Lotsi Lapislazuli die Band, um sich auf ihr Grafik-Studium zu konzentrieren. Gina Vaporjieff D’Orio (vormals Lemonbabies) übernahm ab 1994 die Rolle der Backgroundsängerin. Seit dem 1994er-Album Superstar trat die Band unter dem kürzeren Namen Throw That Beat! auf.
Die Band bereiste den ganzen Globus (u. a. Japan, USA, Großbritannien, Portugal) und spielte weit über tausend Konzerte. 1994 spielten Throw That Beat! beim legendären Roskilde-Festival.
Trotz des Zuspruchs von Publikum und Musikkritik im In- und Ausland, blieb der Band der große Durchbruch verwehrt. 1997 löste sich die Band, nach einer nur mäßig besuchten Tournee, einvernehmlich auf.
Nach dem Split standen Klaus Cornfield, Gina D’Orio, Lord Ray und Alex Sticht weiterhin mit diversen Band-Projekten auf der Bühne, während die anderen Bandmitglieder ihre beruflichen Schwerpunkte auf die Arbeit hinter den Kulissen verlegten.
Am 13. September 2014 gab die Band in der klassischen Besetzung mit Lotsi Lapislazuli und Alex Sticht (und mit einem Gastauftritt von Gina D’Orio) nach 17-jähriger Pause ein Konzert im ausverkauften Berliner Club Lido. Am 16. April 2016 fand ein zweites Reunion-Konzert im Künstlerhaus Nürnberg statt. Ihr nach eigener Aussage allerletztes Konzert spielten sie am 26. Oktober 2018 im Hamburger Knust.

## Stil
Der Musikstil der Band ist melodiöser Gitarrenpop mit eingängigen Melodien. Die Band greift auf Stilelemente von Beat, Rock ’n’ Roll, Garage-Rock und Glam-Rock zurück und zitiert (insbesondere auf den ersten drei Alben) gelegentlich in Instrumentation, Themen und Melodien den Stil von Kinderliedern bzw. Songs aus dem Kinderfernsehen. Ab Superstar (1994) kommen zudem häufig Grunge-Gitarren und gelegentlich Drumcomputer sowie Streicher zum Einsatz.
Die Songtexte sind mit wenigen Ausnahmen in englischer Sprache. Haupt-Songschreiber war Klaus Cornfield; aber auch die anderen Bandmitglieder steuerten zahlreiche Songs bei, bei denen sie dann in der Regel auch den Lead-Gesang übernahmen. Die Band produzierte zahlreiche Video-Clips (z. B. sechs zum Album Not Particularly Silly), die zum Teil in die Bühnenshow integriert wurden, sowie den Kurzfilm Cool – the Movie. Die Plattencover waren teilweise mit Comic-Strips aus der Feder von Klaus Cornfield und Lotsi Lapislazuli versehen.

## Diskografie

### Alben
- 1988: Tweng!
- 1989: Large Marge Sent Us!
- 1991: Not Particularly Silly
- 1992: Cool
- 1994: Superstar
- 1996: Sex Tiger
- 2016: Back from the Garbagecan – Live at the Lido Berlin

### Singles und EPs
- 1986: Love, Comes And Goes
- 1989: Peng!
- 1990: Pippi Langstrumpf
- 1991: A Kiss from You Each Day
- 1991: We Were Waiting
- 1991: A Choclatbar for Breakfast
- 1992: Cool
- 1992: I Just Can’t Hide It
- 1993: Over & Over
- 1994: The Show Has Just Begun
- 1994: I Won’t Give Up
- 1996: Suburbia
- 1996: Fashion Train

### Kompilationen
- 1991: Large Marge Sent Us! And More … (CD mit den kompletten Alben Large Marge Sent Us und Tweng sowie den Singles Peng! und Pippi Langstrumpf)[10][11]

## Videos
- 1989: You’re Exactly What I Want[12]
- 1989: Under Water[13]
- 1991: A Kiss From You Each Day[14]
- 1991: Je pense toujours à toi[15]
- 1991: She Came from Orion[16]
- 1991: I Wanna Be With You[17]
- 1991: You Only Think of Me When There's No Program on TV[18]
- 1991: A Choclatbar For Breakfast[19]
- 1992: There’s Something[20]
- 1992: Save the Way[21]
- 1992: Cool[22]
- 1993: Over & Over[23]
- 1994: I Won’t Give Up[24]
- 1994: Let's Get Into It
- 1994: The Show Has Just Begun[25]
- 1996: Suburbia[26]
- 1996: Fashion Train[27]
- 1996: Shoot Me With A Pricegun[28]